# Neotrapezium sublaevigatum
Neotrapezium sublaevigatum is een tweekleppigensoort uit de familie van de Trapezidae. De wetenschappelijke naam van de soort is voor het eerst geldig gepubliceerd in 1819 door Lamarck.